# やじうま寄席
『やじうま寄席』（やじうまよせ）は、日本テレビ系列局で放送されていた日本テレビ製作の演芸番組である。製作局の日本テレビでは1971年4月17日から1980年3月29日まで放送。

## 概要
前番組『円歌・談志の土曜寄席』をリニューアルした土曜昼の寄席番組。収録は、日曜夕方に放送の『笑点』と同様に後楽園ホールで行われていた。
番組は演芸のみならず、オークションや大喜利といったさまざまな企画を行っていた。当初は司会の7代目立川談志がタレント議員だったこともあり、当時国会議員だった石原慎太郎などを招いての政治トークも行っていたが、放送時間の繰り上げとともに徐々にお笑い中心の内容へ移行した。

## 放送時間
いずれも日本標準時。
- 土曜 13:00 - 14:00 （1971年4月17日 - 1971年12月25日）
- 土曜 12:30 - 13:30 （1972年1月8日 - 1974年3月20日[要検証 – ノート]）
- 土曜 12:00 - 13:00 （1974年4月6日 - 1975年3月29日）
- 土曜 12:00 - 13:15 （1975年4月5日 - 1977年3月26日） - この時期のみ75分枠で放送。
- 土曜 12:00 - 13:00 （1977年4月2日 - 1980年3月29日）

## 出演者

### 司会
- 三遊亭圓歌 - 1971年9月末で降板。
- 7代目立川談志 - 1976年1月の沖縄開発庁政務次官辞任をきっかけに降板。
- 毒蝮三太夫
- 月の家圓鏡（後の八代目橘家圓蔵） - 圓歌の後任として1971年10月から出演。1972年1月から1974年3月までは12時台の裏番組『歌のスターパレード』（フジテレビ）の司会を務めていた関係上、本番組には13時台の「のど自慢」のコーナーから出演していた。

### レギュラー・準レギュラー
- 石原慎太郎
- 青空千夜・一夜
- 六代目宝井馬琴
- 桂小益（後の九代目桂文楽）
- 林家パー子
- 灘康次とモダンカンカン
- 横森良造
- ディック・ミネ
- 淡谷のり子
- 小野ヤスシ
- キャッツ★アイ
- 団しん也
- ほか

## コーナー
やじうまオークション
様々な品物を観客が競り落として買うコーナー。進行担当は桂小益→小野ヤスシ。売上金は、愛の小鳩事業団（現・日本テレビ小鳩文化事業団）へ寄付された。小野の担当時期には、コーナー後半で「ぬぐぬぐバーゲン」を行っていた。これは、女性モデルがその場で衣装を脱ぎ、脱いだ衣装を観客が買うものだった。
毎年の最終放送では、オークションの他に「富籤大会」が行われた。これは、あらかじめ観客が富札を1人1枚買い（1枚100円。収益金は愛の小鳩事業団へ寄付）、その場で木札を突いて当選者を決め、賞品を与えるものだった。
やじうまフレンド
幼馴染み同士の一般老人が登場し、昔の事について話し合っていた。進行担当は青空千夜。
やじうまカンカン
「やじうまフレンド」に代わって登場。灘康次とモダンカンカンによる歌と笑いのコーナー。コーナータイトルが「やじうまパドック」に変更されていた時期もある。当初はコーナー冒頭で千夜・一夜がミニ漫才を行っていたが、これは後に廃止された。
やじうまゲバカメラ
「やじうま不枠」に代わって登場した。様々な場所のビデオ映像を視聴。
やじうま演芸
演芸のコーナー。2組の芸人が寄席芸を披露し、どちらが面白かったかを司会者が決めていた。末期には1組に減り、優劣決めも廃止された。その代わり、冒頭でキャッツ★アイが持ち歌の「恋の導火線」を歌った。
やじうまのど自慢
番組の名物コーナー。『NHKのど自慢』のパロディ。毎週5組の芸人が登場し、『のど自慢』形式で歌まねを行う。進行は円鏡、演奏は横森良造、鐘叩き役は毒蝮がそれぞれ担当。審査は談志が担当していたが、談志降板後はしばらく一般人が担当し、やがてディック・ミネと淡谷のり子が1週交代で担当した。末期に廃止された。

## 備考
- 出演者のテロップはゴシック体のものが使われていた。表示方法は、姓や前半の名が名や[要説明]後半名よりも小さく（約半分）なっていた。
- プロ野球の開幕戦中継や日本シリーズ中継（当時はデーゲーム）がある日には、短縮放送もしくは放送休止になることがあった。